# Tillie Olsen
Tillie Learner Olsen (Wahoo, 14 gennaio 1912 – Oakland, 1º gennaio 2007) è stata una scrittrice statunitense, distintasi per il suo impegno politico e per aver dato voce alla classe lavoratrice americana.

## Biografia
Tillie Learner Olsen nacque a Wahoo, Nebraska, il 14 gennaio 1912 da immigrati russi ebrei. I suoi genitori, Samuel e Ida Learner, erano attivisti politici ai tempi della Rivoluzione del 1905 e furono costretti a fuggire negli Stati Uniti in seguito all'evasione del padre di Tillie da una prigione zarista. Samuel e Ida continuarono a militare nel Partito Socialista degli Stati Uniti d'America russo di cui Samuel fu per qualche tempo segretario.
La famiglia si trasferì a Omaha quando lei era una bambina. Lì frequentò la Lake School nel Near North Side fino all'ottavo anno, vivendo tra la comunità ebraica della città. Tillie era la seconda di sei figli che vennero formati dalla famiglia con letture di tipo politico. Tillie riuscì ad andare a scuola fino a metà liceo; era stata mandata ad una scuola per persone che appartenevano ad un ceto sociale più alto rispetto al suo e lei si sentiva discriminata. All'età di 15 anni, abbandonò la Omaha High School per entrare nel mondo del lavoro. Nel corso degli anni Olsen lavorò come cameriera, collaboratrice domestica e tagliacarne. Era anche un'organizzatrice sindacale e un'attivista politica nella comunità socialista.  Nel 1930 si iscrisse al Partito Comunista, che secondo la sua famiglia era troppo estremista. Nella prima metà degli anni trenta diventò membro della Young Communist League e trovò impiego presso la redazione del New Masses e del Daily Worker. Nel 1932, Olsen iniziò a scrivere il suo primo romanzo Yonnondio, lo stesso anno in cui diede alla luce Karla, la prima di quattro figlie. La chiamò Karla in onore di Karl Marx.
Nelle prime organizzazioni di protesta a cui prese parte, Tillie era in prima linea e fu arrestata nel 1932 a Kansas City per aver distribuito volantini ai suoi colleghi di lavoro. Durante il suo primo arresto fornì un nome falso e si ammalò di pleurite che sfociò in un principio di tubercolosi; così il partito la aiutò  mandandola in Minnesota per riprendersi. Fu in quell'immobilità forzata che la Olsen trovò del tempo da dedicare alla sua scrittura.
Nel 1934 si trasferì in California e lavorò insieme ai sindacalisti dei marittimi; la casa editrice Random House, interessata alla scrittura della Olsen, non riuscì a mettersi in contatto con lei perché era ad una manifestazione per lo sciopero dei portuali. A seguito dello sciopero la polizia si adoperò per "scovare" i comunisti, tra i quali la Olsen, che venne arrestata per la seconda volta con l'accusa di vagabondaggio e la cauzione fu fissata a 1000 dollari. Il partito informò la polizia che lei era una scrittrice famosa e che quindi doveva essere rilasciata. Un'esperienza che lei raccontò su The Nation, The New Republic e Partisan Review.
Finalmente la Random House la mise sotto contratto ma Tillie non riuscì a portare avanti il suo lavoro di scrittrice perché l'attività del partito e la figlia la impegnarono troppo, così decise di mandare sua figlia Karla dai genitori. Dal '34 alla fine degli anni cinquanta Tillie non pubblicò niente, ma sfruttò ogni momento libero per annotare pensieri e scrivere.
Nel 1936 si trasferì a San Francisco dove incontrò Jack Olsen, suo compagno nella Lega dei Giovani Comunisti, dal quale ebbe tre figlie. Dopo il matrimonio, nel 1944, alla vigilia della sua partenza per la seconda guerra mondiale, Tillie prese il cognome del marito.
Nel 1953, quando l'ultima delle sue figlie andava a scuola, la Olsen ebbe un po' più di respiro e cominciò a seguire i corsi di scrittura creativa a San Francisco.
Negli anni sessanta la Olsen ebbe la possibilità di insegnare e lavorare come writer in residence in varie università americane.
Le furono conferite sei lauree ad honorem ed ebbe numerosi premi letterari, tra cui la National Endowment For The Arts Fellowships, l'O. Henry Award e una Guggenheim Fellowship.
San Francisco rimase la sua casa fino all'età di 85 anni, quando si trasferì a Berkeley, in California, in un cottage dietro la casa della figlia più giovane.
La Olsen morì il 1º gennaio 2007 a Oakland, California, all'età di 94 anni.

## Opere

### Narrativa
- The Iron Throat, in Partisan Review, vol. 2, n.2, April-May 1934, pp. 3–9
- Tell Me a Riddle, Philadelphia, Lippincott, 1961(traduzione italiana: Fammi un indovinello, Roma, Savelli Editori, 1980, a cura di Sara Poli; Varese, Giano editore 2004, traduzione Giovanna Scocchera)
- Requa, Iowa Review,1, Summer 1970, pp. 54–74
- Yonnondio From The Thirties, New York, Delacorte Press/Seymour Lawrence, 1974
- Not You I Weep For, in Paul Mandelbaum (ed.), First Words: Earliest Writings From Fauvorite Contemporary Authors, Chapel Hill, ALgonquin Book of Chapel Hill, 1993, pp 384–405

### Poesia
- I Want You Women Up To North To Know,The Partisan, May 1934, p. 4
- There Is a Lesson, The Partisan, April 1934, p. 4
- At Fourteen Years, in Paul Mandelbaum (ed.), First Words: Earliest Writings From Fauvorite Contemporary Authors, Chapel Hill, ALgonquin Book of Chapel Hill, 1993, pp. 380–383

### Saggistica
- Thousand Dollar Vagrant, New Republic,24 August 1934, pp. 67–69
- The Strike, Partisan Review,vol.1 n.4, September-October 1934, pp. 3–9
- On the Writing of a story: Tillie Olsen: help her to believe
- A Biographical Interpretation, postfazione a Life in the Iron Mills di Rebecca Harding Davis, New York, The Feminist Press, 1972, pp. 69–174
- Silences, New York, Delta/Seymour Lawrence, 1978
- Dream Vision, New York, The Feminist Press, 1984, pp. 261–264
- The Word Made Flesh, prefazione a Critical Thinking, Critical Writing, Educational Service Publications, Cedar Falls, Iowa, 1984, pp. 1–8
- Personal Statement, Stanford University Press, 1989, pp. 63–65
- The 30's: A Vision of Fear and Hope, Newsweek, January 3, 1994, pp. 26–27
- A Response, Frontiers , vol.8 n.3, 1997, pp. 309–331

## The Iron Throat
The Iron Throat è un racconto scritto nel 1934 ed è l'unico testo di narrativa della Olsen dato alle stampe negli anni trenta.
Il titolo è un chiaro richiamo al testo di Rebecca Harding Davis Life in the Iron Mills, un racconto che narra la storia di un operaio che lavora in una fabbrica e cerca disperatamente di liberarsi dalla povertà e dalla schiavitù dell'industria .
The Iron Throat, ossia "la gola di ferro" infatti rappresenta la metafora della miniera dove le persone venivano ingoiate per non tornare più.
Il tema cardine in questo racconto è la vita di una famiglia operaia che subisce gli effetti prodotti dal sistema produttivo capitalista. Al centro della storia ci sono due protagoniste-narratrici: una bambina di nome Mazie e sua madre Anna. La Olsen inserisce inoltre un narratore onnisciente, una sorta di coscienza politica che mostra i problemi della classe operaia e che indica come unica soluzione la rivoluzione operaia.
Il racconto può essere diviso in tre sezioni: la prima presenta la famiglia Holbrook composta da Mazie di otto anni, i genitori Anna e Jim, Will di cinque anni, Ben di tre anni e una sorellina neonata. Nella seconda sezione il narratore espone la storia di un ragazzino di tredici anni chiamato Andy Kvaternick, che deve prendere il posto del padre, morto durante un incidente in miniera. La terza sezione torna a parlare della famiglia Holbrook, concentrandosi soprattutto su Mazie.
In questo racconto la Olsen mostra la situazione delle donne appartenenti alla classe operaia nell'America degli anni venti che devono gestire la famiglia senza potersi istruire e sono costrette a subire la frustrazione dei mariti che le picchiano e le stuprano. Inoltre la scrittrice insiste sulla condizione dei bambini che crescono con poca fiducia sul proprio futuro e senza immaginazione né fantasia.

## Tell Me a Riddle
Tell Me a Riddle, pubblicato nel 1961, è un volume che raccoglie quattro racconti scritti tra il 1953 e il 1960, periodo in cui la Olsen frequenta il corso di scrittura creativa presso la San Francisco University.
Questi racconti rappresentano la realtà quotidiana degli anni cinquanta che riflette gli esiti del New Deal al livello politico e sociale.
"Dal complesso rapporto tra Tillie e la madre Ida scaturisce la centralità del tema delle relazioni madre/figli nei racconti inseriti in questa raccolta, nonché nel complesso della sua opera. Nonostante la povertà, l'analfabetismo, l'inadeguatezza, l'ansia, è sempre la madre a trasmettere ai propri figli un'eredità fatta di risorse infinite, ninna nanne, nutrimento, calore, coraggio, speranza, resistenza, ideali. La Olsen ha scritto di sua madre "Mia madre è una poesia che non sarò mai all'altezza di scrivere, anche se tutto ciò che scrivo è una poesia dedicata a lei""
La voce di Tillie Olsen, in questo volume, risulta meno ideologica rispetto al passato in cui era più polemica, ma non per questo il risultato è meno efficace.
In questi racconti non è presente una prospettiva univoca, ma anzi i punti di vista sono vari, posti sullo stesso piano così come lo sono i linguaggi dei personaggi: dallo slang dei marinai a quello degli afroamericani fino al linguaggio degli immigrati.
Tell Me a Riddle ha riscosso numerosi consensi sia dalla critica americana che da un pubblico eterogeneo, ma è stato apprezzato soprattutto da un pubblico femminile; finalmente molte lettrici appartenenti al proletariato si vedevano rappresentate nelle loro vite di mogli e madri relegate ai ruoli tradizionali che la società del tempo imponeva loro.

### I Stand Here Ironing
I Stand Here Ironing è una delle prime testimonianze letterarie della voce di una madre.
La storia infatti si basa sulla figura di una madre che mentre stira ripercorre la vita della figlia primogenita Emily e riflette sul suo ruolo di madre. Questa donna pensa a ciò che dovrà dire all'istituzione scolastica che le ha chiesto di correggere l'atteggiamento della figlia. Dopo un'attenta analisi del passato, la madre conclude che la figlia sia riuscita attraverso il teatro a comunicare se stessa, superando così la sua introversione caratteriale, e che la pantomima sia diventato il suo modo di resistere ai canoni sociali di comportamento che le vengono imposti.
La Olsen gioca sulla metafora dell'azione femminile e domestica dello stirare. "La similitudine tra la figlia e il vestito "schiacciato" dal ferro è analizzata attraverso l'uso del comparativo di maggioranza. Il vestito, un oggetto che però si trova di fronte e non sotto al ferro da stiro non ha scampo, né scelta, non può agire, può solo subire l'azione plasmante di uno strumento dalla forza superiore governato da una mano umana. Analogamente la figlia (il vestito) è trattata come un oggetto dall'autorità scolastica (il ferro da stiro) che si arroga il diritto di affermare che ella ha bisogno di essere riportata a una forma comportamentale superficialmente decente e socialmente accettabile (deve essere "schiacciata") e per far ciò chiede aiuto a un'altra autorità istituzionale (la madre/la mano sul ferro da stiro) per spianare le sue asperità caratteriali."
La madre è però convinta che Emily abbia il diritto di scegliere e di resistere al tentativo di modifica di sé anche se questo viene richiesto da figure istituzionali che socialmente hanno autorità.
Mentre la donna ripensa al passato le ritorna alla memoria l'abbandono del padre della bambina e le difficoltà economiche che ha dovuto affrontare senza sussidi governativi né strutture di accoglienza per la figlia che l'hanno costretta ad affidarla prima ad una vicina, poi ai parenti ed in seguito ad un asilo. Con l'arrivo di un nuovo compagno e la nascita di altri quattro figli, comincia a manifestarsi in Emily un disagio di socializzazione che spinge i medici a consigliarle un soggiorno presso un istituto specializzato. Questi eventi portano alla scoperta del talento della figlia per la pantomima che le permette di essere accettata e addirittura apprezzata dagli altri.
La narrazione è simultanea in quanto contemporanea allo svolgersi degli eventi dell'io narrativo. Questa narrazione è però alternata ad eventi e dialoghi del passato. Il racconto è a focalizzazione interna e fissa in quanto il narratore dichiara, all'inizio della storia, di possedere una conoscenza limitata dell'argomento che le viene chiesto: "Se anche venissi, a cosa servirebbe? Pensa che solo perché sono sua madre abbia una chiave, o che in qualche modo potrebbe usarmi come chiave? Vive da diciannove anni. C'è tutta questa vita vissuta fuori di me, oltre di me."

### Hey Sailor, What Ship?
Hey Sailor, What Ship? è stato scritto tra il 1953 e il 1955 ed ha per sfondo il periodo in cui i movimenti socialista/comunista e sindacale erano in declino. Questo è il racconto che presenta più legami con la militanza degli anni trenta che la Olsen ha vissuto in prima persona: gli argomenti politici sono spesso trattati in modo indiretto in quanto il contesto storico si intreccia con la storia narrata dalla Olsen.
"Il titolo riprende la formula usata dai marinai all'estero per identificarsi attraverso l'appartenenza a una nave e dunque a una rotta e a una particolare attività marinara, usata spesso anche come espressione di saluto. Quindi questa frase diventa ideologema che associa una categoria di lavoratori, fondamentale nella storia economica e sindacale di San Francisco: segnala uno stile di vita e il senso di sradicamento e di perdita di identità dei marinai che non si riconoscono nella formula anagrafica del nome/cognome, ma nel mestiere, nel luogo di lavoro, nel viaggio "
Infatti spesso il protagonista parlerà di se stesso usando nomi diversi ed inventati. Questa scelta potrebbe riferirsi al periodo di attività sindacale vissuto dalla Olsen quando, per necessità era costretta ad usare nomi diversi.
Hey Sailor, What Ship? è un racconto di resistenza ambientato nell'America degli anni cinquanta che narra la vicenda di un marinaio alcolizzato che non è più in grado di vivere una vita normale e si reca a far visita ad una famiglia di vecchi amici, compagni di lotte sindacali ai quali è ancora fortemente affezionato. Il ritorno alla realtà, dato dal contatto con la terraferma e dal rivedere persone e luoghi del passato, costringe Whitey ad un doloroso confronto/scontro tra ricordi e realtà che dovrà affrontare accettando la consapevolezza della sua incapacità di affrontare il presente.
La creazione del personaggio di Whitey è stata possibile grazie ai racconti di vari marinai che la Olsen ha conosciuto personalmente o per via epistolare. Alcuni di questi marinai erano diventati amici intimi della scrittrice, tra questi vi è "Julius Eggan, a cui il racconto è dedicato e anche ricordato nel nome della seconda figlia Julie. La Olsen ha esplicitamente dichiarato il desiderio di onorare la memoria di Eggan, morto durante la Guerra Civile Spagnola."
Il testo è diviso in quattro parti di lunghezza e durata diverse narrate al tempo presente. Le prime tre sezioni sono in ordine cronologico e raccontano la giornata in cui Whitey, uscendo ubriaco dal bar, incontra il suo vecchio amico Lennie carico di provviste e regali. Whitey prova un senso di distanza tra lui e la famiglia che lo porta ad andarsene da un nuovo amico da cui non si sentirà giudicato per il suo stile di vita.
Questo racconto è scandito da numerosi flussi di coscienza costituiti da vari ricordi cronologicamente non ordinati che ruotano intorno a due elementi fondamentali della vita di Whitey: il mestiere di marinaio e gli eventi storici che hanno segnato le vite dei personaggi adulti del racconto. I pensieri di Whitey, che appaiono sconnessi, si mescolano a parti in cui la narrazione avviene in terza persona e ai dialoghi. Queste ed altre scelte tecniche e stilistiche attuate dalla Olsen rendono la narrazione molto simile a quella cinematografica: si alternano alla narrazione a focalizzazione interna a quella di un narratore soggettivo che guida la prospettiva del lettore. Tutto ciò si complica ulteriormente quando compaiono sulla scena anche gli altri personaggi: si ha così una focalizzazione variabile con punti di vista multipli che sovvertono così il rapporto tra chi narra e chi vede.

### Oh Yes
Oh Yes è stato scritto tra il 1955 e il 1956, quando il movimento per i diritti civili era ancora agli inizi.
In questo racconto sono presenti alcuni membri della famiglia del racconto Hey Sailor, What Ship?. La narrazione è collocata cronologicamente due anni dopo gli eventi descritti nel racconto precedente. Carol, la secondogenita, ha dodici anni e l'ingresso alla scuola superiore la costringe a prendere coscienza del problema razziale. Nel sistema scolastico del tempo, il razzismo era profondamente radicato, così Carol è forzata a rinunciare alla sua profonda amicizia con Parry, una coetanea afroamericana con cui è cresciuta perché questa è discriminata sia dai compagni di scuola che dagli insegnanti bianchi. Parry è la figlia di Alva, un'amica della madre di Carol, Helen.
La storia si incentra sullo svenimento di Carol durante la cerimonia del battesimo di Parry. Questo fatto rappresenta il culmine della tensione emotiva di Carol che avviene quando la ragazzina si accorge che alla cerimonia sono presenti anche dei suoi compagni di scuola e teme che si scopra la sua amicizia con una bambina afroamericana. Al rapporto tra le due adolescenti si affianca quello tra le madri delle ragazze, che sono spettatrici delle difficoltà che devono affrontare le figlie. Alva e Helen sperano che le ragazze siano abbastanza forti da restare fedeli alla loro amicizia,  fornendo come modello l'amicizia delle madri che ha resistito al razzismo. Alla fine del racconto, anche se non è esplicitato, si intuisce che Carol resisterà alle imposizioni esterne.
La Olsen dedica questo racconto all'amica Margaret Heaton, insegnante di inglese nella più prestigiosa scuola superiore di San Francisco che, nonostante fosse molto impegnata sulla questione razziale, fu costretta a fare il giuramento di fedeltà agli Stati Uniti per continuare ad operare nel sistema scolastico.
L'episodio del battesimo nella chiesa battista si riferisce ad un episodio che Tillie Olsen e Margaret Heaton avevano vissuto insieme: la Heaton partecipa insieme alla Olsen per la prima volta nella sua vita alla celebrazione della messa nella chiesa battista del quartiere prettamente afroamericano di Fillmore, dove la Olsen abitava e, proprio come Carol, si sente mancare. Inizialmente la Olsen aveva intitolato il racconto Baptism poiché lo svenimento di Carol avviene durante il battesimo di Parry e anche per sottolineare il significato iniziatico dell'episodio per Carol. In seguito cambiò idea probabilmente perché la risposta Oh Yes esprimeva in modo più efficace la collettiva espressività religiosa della chiesa battista la cui sede non è un edificio costruito per essere destinato al culto, ma il fondo di un negozio immerso nella semioscurità. "dettagli che sembrano delineare una religiosità immersa nel contesto socio-economico quotidiano, povera e segreta, che rievoca l'ambito di clandestinità dei rituali religiosi [...] cui gli afroamericani erano costretti durante la schiavitù."
Oh yes, sebbene incentrato sulle tematiche dei pregiudizi razziali, rappresenta anche un tributo alla cultura afroamericana, alla forza dell'oralità e della musicalità del loro linguaggio parlato e all'energia fisica che hanno nell'esprimere la propria fede.

### Tell Me a Riddle
Tell Me a Riddle è l'ultimo racconto e dà il titolo alla raccolta.
Nel 1980 questo racconto fu adattato al grande schermo ma non ebbe successo
In questo racconto ritornano i personaggi già presenti in Hey Sailor, What Ship? e Oh Yes e ci sono numerosi richiami ai testi precedenti. Gli anziani protagonisti, Eva e David sono infatti i genitori di Lennie, suoceri di Helen e nonni di Jeannie, Carol e Allie. Eva e David sono ebrei russi espatriati dopo il fallimento della rivolta del 1905, proprio come i genitori della Olsen. "Nel racconto sono condensati cinquant'anni di storia mondiale, attraverso la menzione, più o meno diretta, di eventi drammatici e cruciali, quali le due rivoluzioni russe, le due guerre mondiali, l'olocausto, l'avvento del nucleare "
All'inizio del racconto si introduce il disaccordo tra i due coniugi che si protrarrà per tutto l'arco della storia. David, contrastato aspramente dalla moglie, desidera vendere la casa di famiglia per trascorrere gli ultimi anni della loro vita nella casa per anziani del sindacato che anche lui ha contribuito a fondare. Eva, in seguito alla scoperta di esser malata di cancro, comincia a ripercorrere il suo vissuto all'interno della famiglia. Questa analisi introspettiva, accentuata dal distacco dal quotidiano che l'età e la malattia le consentono, la portano ad un cambiamento radicale: finalmente Eva si riappropria di se stessa e smette di vivere per gli altri, tornando a sentirsi la giovane rivoluzionaria che era un tempo.
Tell Me a Riddle è il racconto più lungo della raccolta, è costituito da quattro sezioni suddivise in sottosezioni dove il punto di vista variabile, si sposta da quello dei coniugi a quello dei figli e dei nipoti. È presente un narratore eterodiegetico che appare e scompare commentando gli eventi narrati.
La prima sezione è composta da tredici sottosezioni che sono segnalate da spaziature tipografiche. In questa sezione sono presenti tutte le tematiche principali attorno alle quali ruota il racconto: il conflitto tra i coniugi e le sue motivazioni, il contesto familiare ed il cancro che ha colpito Eva. La storia si svolge in un anno, l'ultimo periodo di vita comune di David e Eva. L'incipit introduce subito il lettore nell'atmosfera matrimoniale di contrasto, mostrando vecchi rancori e conflitti mai risolti che forse resteranno tali. Nelle sottosezioni successive si aggiunge il punto di vista multiplo dei figli, rendendo così il conflitto tra i coniugi un "affare di famiglia" anche se i figli non sono in grado di risolvere il contrasto dei genitori dal momento che per loro sono incomprensibili le motivazioni che spingono a dividere Eva e David anche in età avanzata. La riunione a distanza tra i fratelli è presentata sotto forma di discorso indiretto libero: essi appaiono distaccati nell'affrontare il problema. Il padre vuole trasferirsi a tutti i costi allo Heaven, la casa per anziani del sindacato. In questo suo desiderio egli non vuole coinvolgere Eva perché è una decisione che lui ha già preso e che non ha intenzione di negoziare. Eva, dal canto suo, si rifiuta decisamente di sottostare alla decisione del marito. La donna vede questa scelta come un'ulteriore affermazione dell'esercizio di potere di lui.
"Le esperienze drammatiche dell'esilio forzato e della prostrazione degli anni trenta sembrano aver lasciato segni indelebili in Eva, prima costretta ad emigrare dal proprio paese per scampare alle persecuzioni politiche e allo stesso tempo restia a rinunciare alla propria identità di russa, e poi ridotta al silenzio da un'esistenza ancor più misera in America, la terra della libertà e delle opportunità"
In vecchiaia Eva non è più vincolata alle responsabilità di madre, ma vuole godersi gli ultimi anni della vita nella casa in cui ha abitato durante la sua vita coniugale che prima sentiva come una gabbia ma adesso rivendica come spazio tutto suo. Tra David e Eva è in atto una lotta che si combatte a suon di volumi: il marito ricerca la compagnia della televisione che accende a tutto volume, mentre la moglie richiede la solitudine del silenzio che può ottenere spegnendo il suo apparecchio acustico. Il calo dell'udito consente alla donna di estraniarsi dal mondo intorno a lei e di potersi immergere in quello della lettura e della riflessione.
Le sezioni successive mostrano una Eva desiderosa di infrangere la repressione esercitata su di lei dalla società americana e dal marito: abbandona i panni di moglie sottomessa e di madre/nonna servizievole, votata sempre al sacrificio e si impone come donna che esprime le sue opinioni e le sue convinzioni politiche. La sottosezione che apre la seconda sezione del racconto mostra la camera d'ospedale in cui Eva è ricoverata in seguito all'intervento chirurgico e le viene diagnosticato un anno di vita. Durante la permanenza in ospedale, quando Eva si sveglia dall'anestesia, vede un rabbino che sta pregando per lei. Nel momento in cui le viene detto che è consuetudine ospedaliera raccogliere informazioni sulla religione e sulla razza dei pazienti e di passarle ai ministri dei culti, Eva si infuria. Un altro episodio strettamente connesso al precedente è riscontrabile nel periodo di convalescenza a casa della figlia che ci mostra Hannah intenta a preparare le candele per lo Shabbat e chiede ad Eva di pronunciare la preghiera di benedizione, nonostante in famiglia non siano mai stati soliti celebrare lo Shabbat. Eva si rifiuta aspramente, definendo la fede religiosa superstizione.
La quarta ed ultima sezione è incentrata sull'agonia di Eva ed è resa con accuratezza realistica ed intensa partecipazione. La narrazione è costituita da monologhi, dialoghi e discorso indiretto libero; il punto di vista è quasi sempre quello di David che ascolta il delirio di Eva morente, dialoga con lei e parla con se stesso. Quando David comincia a ripercorrere il tempo passato gli tornano in mente le loro vite condivise e quando Eva mormora l'inno della loro fede socialista l'uomo ha una sorta di epifania: è lui che ha tradito gli ideali, la moglie e se stesso. Infatti in un soliloquio in cui Eva è ormai morta, David è costretto ad ammettere che si è allontanato dagli ideali che un tempo avevano dato senso alle loro vite, adagiandosi nel ruolo che il benessere di una società materialistica gli aveva offerto.
Sia all'inizio che alla fine del racconto si possono notare dei forti richiami all'ideologia socialista:
- l'epigrafe all'inizio del racconto "These things shall be" è infatti il titolo di un canto di lavoro britannico tratto dalla poesia "A vista" di John Addington Symonds.
- la dedica finale è un'ulteriore conferma della volontà della Olsen di celebrare i rivoluzionari socialisti che negli anni cinquanta cominciavano a scomparire.[18]

## Yonnondio From The Thirties
Yonnondio From The Thirties è un romanzo che la Olsen iniziò a scrivere nel 1937 e di cui The Iron Throatcostituisce l'incipit. In quegli anni la scrittrice, impegnata sia a lavorare per mantenere se stessa e la figlia sia nelle manifestazioni politiche del tempo, abbandona la stesura del romanzo per poi riprenderla nel 1972, quando il marito rinviene in soffitta il manoscritto e gli appunti del romanzo.
La pubblicazione avviene nel 1974 a seguito di un lungo lavoro per riordinare i vari appunti e per aggiungere ai primi quattro capitoli che erano già ultimati, altri quattro capitoli sotto forma di brani e annotazioni.
Questo doppio titolo è emblematico:
- "Yonnondio è un termine della lingua della tribù nativa americana degli Irochesi il cui significato ruota attorno al concetto di "lamento per una perdita"[19] Questo nome è tratto da una poesia di Walt Whitman. Yonnondio è il lamento della scrittrice per la perdita del manoscritto non completato, creduto perso e poi ritrovato.
- From the Thirties sembrerebbe voler collocare storicamente la vicenda dell'America negli anni trenta, ma in realtà la storia inizia prima del crollo economico del 1929, quindi la seconda parte del titolo From the Thirties non può che riferirsi al tempo in cui la scrittrice ha iniziato la stesura del romanzo.

La Olsen descrive le realtà lavorative disumane dei lavoratori in Wyoming, degli agricoltori delle praterie del Midwest e degli operai delle industrie dei sobborghi metropolitani.
Il romanzo è composto da otto capitoli che mostrano i vari spostamenti geografici, socio-culturali e lavorativi che la famiglia Holbrook è costretta a fare nella ricerca di una vita migliore.
Nei primi due capitoli il luogo in cui vivono gli Holbrook è una cittadina mineraria del Wyoming.
Nel terzo e quarto capitolo invece la famiglia si sposta in una comunità agricola del Dakota del Sud, per poi stabilirsi negli ultimi quattro capitoli nella periferia di una città industriale del Nebraska.
In questo romanzo la narrazione è lasciata a due narratori principali: Mazie, che all'inizio della storia ha sei anni e alla fine nove, rappresenta il punto di vista più invisibile dell'economia capitalista, e la madre Anna caratterizzata dalla sopportazione delle violenze che subisce in silenzio dal marito ubriaco, che mostra un senso di impotenza nei confronti di una realtà storica che rende vano e frustrante ogni tentativo di miglioramento. Talvolta anche il padre Jim assume il ruolo di narratore. Infine c'è la voce narrante, onnisciente e extradiegetica, che si palesa nelle quattro intrusioni in cui non si parla della famiglia Holbrook, ma vengono interpretati gli avvenimenti secondo l'ideologia politica, requisito fondamentale del Realismo Proletario.
Il linguaggio utilizzato dalla Olsen in questo romanzo è vario: la scrittrice usa talvolta un linguaggio lirico-poetico carico di retorica per sottolineare il senso di minaccia che pervade tutto il romanzo "attraverso l'uso ossimorico di verbi che implicano lo strisciante pericolo sempre in agguato e spesso invisibile all'occhio umano". Quando descrive le condizioni di lavoro in fabbrica, utilizza sostantivi onomatopeici che riproducono i suoni assordanti e stridenti delle macchine. Il linguaggio utilizzato è ripetitivo e incalzante, come una catena di montaggio, fatto di frasi brevi e spezzate spesso legate tra loro. La Olsen usa un linguaggio senza spazi tra le parole quando dal punto di vista di Mazie racconta la presentazione impersonale e didattica che la maestra della scuola di città fa dei due fratelli Holbrook.
"The first day: MazieandWillHolbrookhavecomefromthecountrywheretheygrowthecornandwheatandallourmilkcomesfromsayhellotoMazieandWillchildren"(pag.49)
Sebbene il lavoro svolto dalla Olsen per mettere insieme i capitoli vecchi con quelli scritti quarant'anni dopo renda gli ultimi quattro capitoli meno omogenei e politicamente meno efficaci, il romanzo ebbe un notevole impatto sul pubblico degli anni settanta sia come testo legato al Realismo Proletario che forniva una testimonianza di realtà e un periodo sociale poco documentati, sia come testo del femminismo americano grazie al punto di vista femminile delle due narratrici.

## Not You I Weep For
Not You I Weep For, scritto dalla Olsen nel 1931, è il suo primo testo narrativo. Il titolo è emblematico perché esplicita il messaggio centrale del racconto, infatti non si piange solo la morte di una persona, ma si piange soprattutto ciò che non è stato, mostrando le responsabilità della società che non ha favorito lo sviluppo sia fisico che intellettuale dei giovani appartenenti agli strati sociali più bassi nell'America degli anni venti.
La narratrice si immerge nei ricordi del suo passato, quando legge casualmente sul giornale il necrologio di Nena Asarch, una ragazza di vent'anni sua compagna di scuola e amica, morta di polmonite. In questo racconto emerge l'intenzione della scrittrice di descrivere l'esperienza proletaria vissuta da una donna, infatti la focalizzazione è affidata ad un personaggio femminile.
Not You I Weep For è fondato su alcuni temi che sono fondamentali nella scrittura di Tillie Olsen:
- la ribellione contro il tempo che si attua offrendo a Nena la visibilità che non ha potuto avere quando era in vita ma che adesso le conferisce l'immortalità letteraria.
  - la storia dei lavoratori e delle donne posta al centro del suo racconto.
  - la ricerca di una forma letteraria volta ad esprimere realtà scomode da trattare.
  - la denuncia delle condizioni di vita disumane delle famiglie operaie che vivono in luoghi insalubri dove vi è un'alta mortalità infantile e il mancato controllo delle nascite.
  - il silenzio politico e personale di fronte ai problemi che il governo non sa risolvere.

Questo racconto si divide in sei sezioni distinguibili dalla spaziatura tipografica. Non vi è un narratore eterodiegetico, così la Olsen ha la possibilità di utilizzare il lessico adolescenziale delle due protagoniste nella sezione centrale e un linguaggio più ricercato nella cornice. In tal modo la scrittrice rende omogeneo il registro linguistico e il tono narrativo con la struttura testuale e introduce anche dei tratti tematici peculiari del Realismo Proletario.
"Dopo un'introduzione esplicativa [...] come nel processo del ricordo, procede a focalizzazioni intermittenti: si comincia con un sommario della storia, poi si isolano gli episodi che saranno narrati in dettaglio, si torna in un contesto narrativo più ampio fino ad un altro evento preciso descritto analiticamente con scene dialogate. Questa intermittenza di focalizzazione genera, tra un episodio e un altro, alcune ellissi, implicite ed esplicite le quali, insieme a prolessi e analessi determina il movimento temporale del testo"

## I Want You Women Up To North To Know
I Want You Women Up To North To Knowè una poesia scritta nel 1934 che trae spunto da una lettera inviata alla redazione del quotidiano New Masses, in cui una donna, Felipe Ibarro, denunciava lo sfruttamento delle operaie chicane.
In questa poesia si racconta la realtà delle donne chicane che sono costrette a lavorare dall'alba al tramonto per tre dollari a settimana, cucendo abiti da bambini destinati alla vendita nei grandi magazzini del nord degli Stati Uniti.
Lo scopo della Olsen è di catturare l'attenzione delle signore più abbienti, mostrando loro la scomoda verità che si cela dietro ai raffinati abiti che comprano per i loro figli: quei vestiti sono il frutto della sofferenza e della fatica di madri come loro.
In questa poesia sono presenti delle parentesi che segnalano l'inserimento di un io poetico supplementare che offre una lettura politica dei fatti commentandoli.
La Olsen sostiene che la situazione dei lavoratori debba essere mostrata nella sua cruda realtà, senza addolcimenti poetici che la renderebbero meno tragica. La scrittrice vuole affrancare le donne dall'isolamento e dal silenzio in cui erano relegate sottolineando la loro abilità a intessere relazioni: la Olsen crea un punto di contatto tra coscienza di classe e coscienza politica.

## There Is a Lesson
There Is a Lesson è una poesia scritta nel 1934 ispirata dalla notizia, apparsa sul San Francisco Chronicle, che sosteneva che in Austria, dopo l'assassinio di due attivisti socialisti, il governo nazista aveva imposto la chiusura delle scuole.
Questa poesia è una chiara denuncia del nazismo che si sta rapidamente affermando in tutta Europa e allude al pericolo che rappresentano tutti i governi totalitari che nascondono la verità ed eliminano i dissidenti.
Gli slogan che gridano gli oppositori rappresentano l'urlo di resistenza senza distinzioni di razza e di genere.
La storia che dev'essere scritta non è quella insegnata nelle scuole di quel tempo, ma è quella scritta col sangue degli uccisi.
Il registro adottato in questa poesia è altamente retorico: sono presenti numerose immagini metaforiche e la ripetizione anaforica della struttura sintagmatica "there is + soggetto + participio passato".

## I reportage
I reportage di Tillie Olsen Thousand Dollar Vagrant e The Strike  si riferiscono allo sciopero dei marittimi di San Francisco. "Il 9 maggio 1934 le organizzazioni dei lavoratori cominciarono azioni di protesta contro il sistema di assunzione delle compagnie portuali a cui aderirono i marittimi di tutta la costa californiana. Il 5 luglio, durante la manifestazione che attraversava le strade di San Francisco, i lavoratori furono attaccati dalla polizia che aprì il fuoco uccidendo due scioperanti e un passante e ferendo un altro centinaio di persone. Dopo quel tragico giorno, noto come Bloody Thursday, quasi tutte le organizzazioni sindacali aderirono allo sciopero generale proclamato dalle associazioni dei lavoratori portuali per il 16 luglio"

### Thousand Dollar Vagrant
Thousand Dollar Vagrant, scritto nel 1934, è il primo reportage della Olsen. Esso è il resoconto del suo arresto quando fu trovata in un appartamento con alcuni comunisti, tra cui Jack Olsen, durante una perquisizione della polizia in seguito agli eventi dello sciopero dei marittimi: gli uomini furono brutalmente picchiati e la Olsen diede generalità false.
Questo testo ha una struttura antitetica e una narrazione in prima persona; le coppie amtitetiche mettono in contrapposizione umani e non umani (o animali): i cinque poliziotti vengono chiamati con epiteti animaleschi; tuttavia la scrittrice riesce a trovare un po' di umanità anche nei nemici perché pure loro sono ingranaggi del sistema e tra di essi ci sono anche persone che non condividono né i principi né i metodi repressivi.
La Olsen viene condannata per direttissima, senza alcuna prova, per vagabondaggio dal giudice Steiner che fissa la cauzione a 1.000 dollari; la cauzione viene però ridotta da un altro giudice che dichiara "Sfortunatamente il comunismo non è un crimine".
Con la rappresentazione delle situazioni che mostrano una chiara repressione dei diritti civili, la Olsen riesce a dar voce a tutte quelle persone arrestate come lei nei giorni successivi allo sciopero ma che non erano nelle condizioni di raggiungere i mass media. In questo testo la Olsen fa della sua esperienza personale un'esperienza collettiva.

### The Strike
The Strike è un reportage un po' anomalo in quanto, contrariamente a quanto previsto dalle caratteristiche di questo genere letterario, la Olsen scrive questo testo nel 1934,ovvero qualche anno dopo gli accadimenti narrati.
In realtà la scrittrice non si concentra tanto su quello che accade durante lo sciopero di cui peraltro non è testimone oculare, ma include anche gli eventi che portarono alla grande manifestazione di protesta.
I fatti descritti rivelano il punto di vista dei lavoratori, non quello del reporter: ciò che viene narrato ovviamente stride con quello che veniva pubblicato sui quotidiani del tempo.
La Olsen sceglie di adottare un linguaggio ricco di elementi retorici. Come nel reportage precedente, la contrapposizione sociale avviene con l'uso di doppie binarie antitetiche: scioperanti e crumiri e scioperanti e poliziotti. La scrittrice utilizza un linguaggio che coinvolge più sensi: la vista, con l'uso della grafia che fissa sulla pagina le grida degli scioperanti, i commenti dei giornali e vi è inoltre l'inserzione del testo di un volantino; l'olfatto che è richiamato dall'odore del fumo dei gas lacrimogeni che irrita gli occhi; l'udito dato dalle urla dei manifestanti, dallo scoppio dei candelotti, dalle pallottole a cui segue un silenzio di morte.
Questo reportage non rappresenta solo il resoconto di un evento drammatico volto alla propaganda politica, ma mostra lo stato emozionale della Olsen, la sua partecipazione empatica a quegli eventi che l'hanno vista partecipa ed attiva.